# فرنسيس جونز
فرنسيس جونز (بالإنجليزية: Francis Jones)‏ (و. 1815 – 1887 م) هو سياسي، من كندا، توفي عن عمر يناهز 72 عاماً.

## مناصب
تولى منصب عضو مجلس العموم الكندي.